# Jiao Enqi
Det här är en artikel om en person med kinesiskt personnamn; Jiao är familjenamnet.
Jiao Enqi (kinesiska: 焦恩祺), född 18 januari 2006, är en kinesisk fäktare som tävlar i florett.

## Karriär
Vid olympiska sommarspelen 2024 i Paris var Jiao en del av Kinas lag tillsammans med Huang Qianqian, Wang Yuting och Chen Qingyuan som slutade på sjunde plats i lagtävlingen i florett.